# George Weah
George Tawlon Manneh Oppong Ousman Weah (Monróvia, 1 de outubro de 1966) é um político, ex-presidente da Libéria entre 2018 e 2024 e ex-futebolista liberiano que atuava como centroavante.
Como futebolista, viveu o auge de sua carreira defendendo o Milan entre 1995 e 2000. Em 1995, foi eleito o primeiro futebolista não europeu a receber o prêmio Melhor jogador do mundo pela FIFA, e a Bola de Ouro da France Football, sendo o único africano a receber ambos os prêmios. Em 2004, foi lembrado por Pelé na lista dos 125 maiores jogadores de futebol, como parte da comemoração de centenário da FIFA. Ao ganhar este prêmio, dedicou-o a seu ex-técnico Arsène Wenger, então treinador do Arsenal, que o incentivou a seguir carreira no futebol.
Por meio da Fundação George Weah, ajudou as vítimas da Primeira e Segunda Guerra Civil da Libéria. Como político, em 2005, concorreu à presidência de seu país, sendo derrotado pela candidata Ellen Johnson Sirleaf. Em 2014 foi eleito senador de Montserrado. Concorreu novamente para presidente da Libéria nas eleições de 2017, sendo eleito após derrotar o então vice-presidente Joseph Boakai.

## Carreira
George Weah nasceu na Libéria, onde começou jogando no Young Survivors Clareton. Depois de passar por outros clubes africanos, foi para o Tonnerre Yaoundé, dos Camarões, onde recebeu o apelido de Oppong ("Super").
Depois de dois títulos nacionais com o Tonnerre Yaoundé, foi negociado com o Monaco, de França, seu primeiro clube europeu, pelo qual conquistou uma Coupe de France, na temporada 1990–91.
Em 1992, transferiu-se para o Paris Saint-Germain. Conquistou o título da Ligue 1 e mais duas Coupe de France, até que, em 1995, foi para o Milan.
Quando o holandês Marco van Basten abandonou os gramados, o Milan perdeu um atacante extraordinário. Alguns anos se passaram até que outro atacante fosse capaz de entusiasmar os torcedores milanistas. Quando George Weah chegou ao rossonero italiano, a saudade que os fãs tinham por Van Basten foi diminuindo.
Na Itália, viveu a sua melhor fase; no mesmo ano de 1995, foi eleito Futebolista Africano do Ano, ganhou a Ballon d'Or da Europa e foi eleito o Melhor jogador do mundo pela FIFA.
Weah foi o grande maestro do Milan na conquista do scudetto da temporada 1995/96. Seus gols tinham sempre uma marca: o domínio de bola perfeito, a arrancada em velocidade e o arremate fatal. Ainda conquistou a Série A em 1998/99.
Após se tornar um herói milanista, mudou-se para Inglaterra. Foi emprestado ao Chelsea e depois vendido em definitivo ao Manchester City. Também teve uma rápida passagem de uma temporada pelo Olympique Marseille, em 2000/01.
Em 2002, atuando pelo Al-Jazira, dos Emirados Árabes Unidos, anunciou oficialmente a aposentadoria após disputar a Copa das Nações Africanas. Apesar de ter conquistado até um prêmio de Melhor jogador do mundo pela FIFA, Weah encerrou sua carreira sem nunca ter disputado uma Copa do Mundo pela Seleção Liberiana de Futebol.

### Seleção nacional
Weah é considerado pelos torcedores o melhor jogador da história da seleção liberiana, pela qual estreou em 30 de janeiro de 1987, contra a seleção nigeriana. Porém, chegou a se ausentar da seleção entre 12 de agosto de [1989 e 4 de setembro de 1994, quando voltou a ter presença assídua. Em 1996, ele pagou todas as despesas para que a Libéria, junto a ele, disputasse a Copa das Nações Africanas daquele ano.
No início da temporada de 2001, assumiu a condição de treinador da seleção liberiana, ao mesmo tempo em que continuou como atacante do Olympique Marseille. Na estreia como treinador, a Libéria derrotou a seleção de Gana por 3-1, fora de casa, pelas eliminatórias africanas da Copa do Mundo 2002. Porém, por um ponto a menos que a seleção nigeriana, sua seleção não conseguiu se classificar para a Copa.
Em 2018, Weah, já como presidente de seu país e aposentado da carreira de futebolista havia quinze anos, voltou a defender a Libéria em compromisso oficial, em reencontro amistoso contra a Nigéria. A partida serviu exatamente como despedida oficial e para aposentar o número 14, que costumava utilizar, da seleção. Mesmo fora de forma, atuou por 78 minutos na derrota de 2-1, resultado que não impediu que fosse aplaudido a cada toque na bola.
Além da Libéria, Weah também defendeu a Seleção da FIFA. Foi por quatro vezes, entre 1991 e 1998, com dois gols marcados. Um deles foi em sua última exibição, em derrota de 6-2 para a seleção italiana.

## Vida pessoal
Os seus filhos George jr. (* 1987) e Timothy (* 2000) também são futebolistas.
Durante o tempo no PSG foi naturalizado francês; fala fluentemente a língua francesa.
No começo de 2008 Weah treinou por pouco tempo a equipa japonesa da sexta liga Valiente Koriyama Tokyo.
No final do ano de 2017 foi eleito presidente da República da Libéria, onde tomou posse no ano de 2018, um feito histórico.

## Estatísticas

### Clubes
| Temporada | Clube               | Liga  | Liga | Copa  | Copa | Copa da Liga | Copa da Liga | Competições europeias | Competições europeias | Total | Total |
| Temporada | Clube               | Jogos | Gols | Jogos | Gols | Jogos        | Gols         | Jogos                 | Gols                  | Jogos | Gols  |
| --------- | ------------------- | ----- | ---- | ----- | ---- | ------------ | ------------ | --------------------- | --------------------- | ----- | ----- |
| 1988–89   | Monaco              | 24    | 14   | -     | -    | -            | -            | 5                     | 2                     | 29    | 16    |
| 1989–90   | Monaco              | 16    | 5    | -     | -    | -            | -            | 7                     | 3                     | 23    | 8     |
| 1990–91   | Monaco              | 28    | 10   | -     | -    | -            | -            | 5                     | 3                     | 33    | 13    |
| 1991–92   | Monaco              | 34    | 18   | -     | -    | -            | -            | 9                     | 4                     | 43    | 22    |
| 1992–93   | Paris Saint-Germain | 30    | 14   | -     | -    | -            | -            | 8                     | 6                     | 38    | 20    |
| 1993–94   | Paris Saint-Germain | 32    | 11   | -     | -    | -            | -            | 5                     | 1                     | 37    | 12    |
| 1994–95   | Paris Saint-Germain | 34    | 7    | -     | -    | -            | -            | 11                    | 8                     | 45    | 15    |
| 1995–96   | Milan               | 26    | 11   | -     | -    | -            | -            | 6                     | 3                     | 32    | 14    |
| 1996–97   | Milan               | 28    | 12   | -     | -    | -            | -            | 5                     | 3                     | 33    | 15    |
| 1997–98   | Milan               | 24    | 12   | -     | -    | -            | -            | 0                     | 0                     | 24    | 12    |
| 1998–99   | Milan               | 28    | 8    | -     | -    | -            | -            | 0                     | 0                     | 28    | 8     |
| 1999–00   | Milan               | 8     | 3    | -     | -    | -            | -            | 1                     | 1                     | 9     | 4     |
| 1999–00   | Chelsea             | 11    | 4    | -     | -    | -            | -            | -                     | -                     | 11    | 4     |
| 2000–01   | Manchester City     | 7     | 1    | -     | -    | -            | -            | -                     | -                     | 7     | 1     |
| 2000–01   | Olympique Marseille | 19    | 5    | -     | -    | -            | -            | -                     | -                     | 19    | 5     |
| Total     | Total               | 349   | 135  | -     | -    | -            | -            | 62                    | 34                    | 411   | 169   |

## Carreira futebolística

### Títulos
Mighty Barrolle
- Campeonato Liberiano: 1986
- Copa da Libéria: 1985, 1986

Invincible Eleven
- Campeonato Liberiano: 1987
- Copa da Libéria: 1987

Africa Sports
- Campeonato Marfinense: 1987
- Copa Houphouët-Boigny: 1987

Tonnerre Yaoundé
- Campeonato Camaronês: 1987, 1988
- Copa de Camarões: 1987

Monaco
- Copa da França: 1990-91

Paris Saint-Germain
- Campeonato Francês: 1993-94
- Copa da França: 1992-93, 1994-95
- Copa da Liga Francesa: 1994-95
- Torneio de Paris: 1992, 1993

Milan
- Campeonato Italiano: 1995-96, 1998-99
- Troféu Luigi Berlusconi: 1996, 1997

Chelsea
- Copa da Inglaterra: 1999-00
- Supercopa da Inglaterra: 2000

### Prêmios individuais
- FIFA 100 (2004)
- Melhor jogador do mundo pela FIFA (1995)
- Futebolista Africano do Ano pela BBC (1995)
- Ballon d'Or (1995)
- Onze d'Or (1995)
- Futebolista Africano do Ano (1989, 1994) (entregue pela France Football) e 1995 (entregue pela CAF)
- FIFA Fair Play (1996)
- Futebolistas do Século pela IFFHS

### Artilharias
- Liga dos Campeões de 1994–95 (7 gols)
- Copa Centenário de Belo Horizonte: 1997 (3 gols)

## Honrarias
- 2004 - Arthur Ashe Courage Award